# Grand Prix automobile d'Espagne 2005
GP précédent GP suivant
Le Grand Prix automobile d'Espagne 2005 (Formula 1 Gran Premio Marlboro de España 2005), disputé sur le circuit de Catalogne à Barcelone en Espagne le 8 mai 2005, est la 736e épreuve de l'histoire du championnat du monde de Formule 1 courue depuis 1950 et la cinquième manche du championnat 2005.

## Qualifications
| Pos | N° | Pilote               | Écurie            | Ordre Q1 | Q1             | Pos Q1 | Q1+Q2          |
| --- | -- | -------------------- | ----------------- | -------- | -------------- | ------ | -------------- |
| 1   | 9  | Kimi Räikkönen       | McLaren-Mercedes  | 4        | 1 min 14 s 819 | 3      | 2 min 31 s 421 |
| 2   | 7  | Mark Webber          | Williams-BMW      | 13       | 1 min 15 s 042 | 6      | 2 min 31 s 668 |
| 3   | 5  | Fernando Alonso      | Renault           | 18       | 1 min 14 s 811 | 2      | 2 min 31 s 691 |
| 4   | 17 | Ralf Schumacher      | Toyota            | 11       | 1 min 14 s 870 | 4      | 2 min 31 s 917 |
| 5   | 16 | Jarno Trulli         | Toyota            | 15       | 1 min 14 s 795 | 1      | 2 min 31 s 995 |
| 6   | 6  | Giancarlo Fisichella | Renault           | 2        | 1 min 15 s 601 | 8      | 2 min 32 s 830 |
| 7   | 10 | Juan Pablo Montoya   | McLaren-Mercedes  | 1        | 1 min 15 s 902 | 12     | 2 min 33 s 472 |
| 8   | 1  | Michael Schumacher   | Ferrari           | 17       | 1 min 15 s 398 | 7      | 2 min 33 s 551 |
| 9   | 14 | David Coulthard      | Red Bull-Cosworth | 9        | 1 min 15 s 795 | 10     | 2 min 34 s 168 |
| 10  | 12 | Felipe Massa         | Sauber-Petronas   | 10       | 1 min 15 s 863 | 11     | 2 min 34 s 224 |
| 11  | 15 | Vitantonio Liuzzi    | Red Bull-Cosworth | 12       | 1 min 16 s 288 | 13     | 2 min 35 s 302 |
| 12  | 11 | Jacques Villeneuve   | Sauber-Petronas   | 16       | 1 min 16 s 794 | 14     | 2 min 36 s 480 |
| 13  | 19 | Narain Karthikeyan   | Jordan-Toyota     | 8        | 1 min 18 s 557 | 15     | 2 min 39 s 268 |
| 14  | 18 | Tiago Monteiro       | Jordan-Toyota     | 7        | 1 min 19 s 040 | 16     | 2 min 39 s 943 |
| 15  | 21 | Christijan Albers    | Minardi-Cosworth  | 6        | 1 min 19 s 563 | 17     | 2 min 41 s 141 |
| 16  | 20 | Patrick Friesacher   | Minardi-Cosworth  | 3        | 1 min 20 s 306 | 18     | 2 min 42 s 759 |
| 17  | 8  | Nick Heidfeld        | Williams-BMW      | 14       | 1 min 15 s 038 | 5      | aucun          |
| 18  | 2  | Rubens Barrichello   | Ferrari           | 5        | 1 min 15 s 746 | 9      | aucun          |

## Classement
| Pos  | N° | Pilote               | Écurie            | Tours | Temps/Abandon                      | Grille | Points |
| ---- | -- | -------------------- | ----------------- | ----- | ---------------------------------- | ------ | ------ |
| 1    | 9  | Kimi Räikkönen       | McLaren-Mercedes  | 66    | 1 h 27 min 16 s 830 (209,845 km/h) | 1      | 10     |
| 2    | 5  | Fernando Alonso      | Renault           | 66    | + 27 s 652                         | 3      | 8      |
| 3    | 16 | Jarno Trulli         | Toyota            | 66    | + 45 s 947                         | 5      | 6      |
| 4    | 17 | Ralf Schumacher      | Toyota            | 66    | + 46 s 719                         | 4      | 5      |
| 5    | 6  | Giancarlo Fisichella | Renault           | 66    | + 57 s 936                         | 6      | 4      |
| 6    | 7  | Mark Webber          | Williams-BMW      | 66    | + 1 min 08 s 500                   | 2      | 3      |
| 7    | 10 | Juan Pablo Montoya   | McLaren-Mercedes  | 65    | + 1 tour                           | 7      | 2      |
| 8    | 14 | David Coulthard      | Red Bull-Cosworth | 65    | + 1 tour                           | 9      | 1      |
| 9    | 2  | Rubens Barrichello   | Ferrari           | 65    | + 1 tour                           | 16     |        |
| 10   | 8  | Nick Heidfeld        | Williams-BMW      | 65    | + 1 tour                           | 17     |        |
| 11   | 12 | Felipe Massa         | Sauber-Petronas   | 63    | Crevaison                          | 10     |        |
| 12   | 18 | Tiago Monteiro       | Jordan-Toyota     | 63    | + 3 tours                          | 18     |        |
| 13   | 19 | Narain Karthikeyan   | Jordan-Toyota     | 63    | + 3 tours                          | 13     |        |
| Abd. | 11 | Jacques Villeneuve   | Sauber-Petronas   | 51    | Moteur                             | 12     |        |
| Abd. | 1  | Michael Schumacher   | Ferrari           | 46    | Crevaison                          | 8      |        |
| Abd. | 21 | Christijan Albers    | Minardi-Cosworth  | 19    | Boîte de vitesses                  | 14     |        |
| Abd. | 20 | Patrick Friesacher   | Minardi-Cosworth  | 11    | Sortie de piste                    | 15     |        |
| Abd. | 15 | Vitantonio Liuzzi    | Red Bull-Cosworth | 9     | Sortie de piste                    | 11     |        |

## Pole position et record du tour
- Pole position : Kimi Räikkönen en 1 min 31 s 421
- Tour le plus rapide : Giancarlo Fisichella en 1 min 15 s 641 au 66e tour.

## Tours en tête
- Kimi Räikkönen : 66 (1-66)

## Statistiques
- 3e victoire pour Kimi Räikkönen.
- 139e victoire pour McLaren en tant que constructeur.
- 44e victoire pour Mercedes en tant que motoriste.